# Переровно
Переровно — деревня в центральной части Порховского района Псковской области. Входит в состав сельского поселения «Туготинская волость».
Расположена в 20 км к западу от города Порхов и в 3 км к северу от волостного центра Туготино.
Численность населения составляет 12 жителей (2000 год).